# Josef Kalt
Josef Kalt, švicarski veslač, * 20. september 1920, † 21. februar 2012.
Kalt je za Švico nastopil na Poletnih olimpijskih igrah 1948 Londonu, kjer je v dvojcu brez krmarja nastopil s Hansom Kaltom in osvojil srebrno medaljo.